# Arnaldo III de Bentheim-Steinfurt-Tecklenburg-Limburg

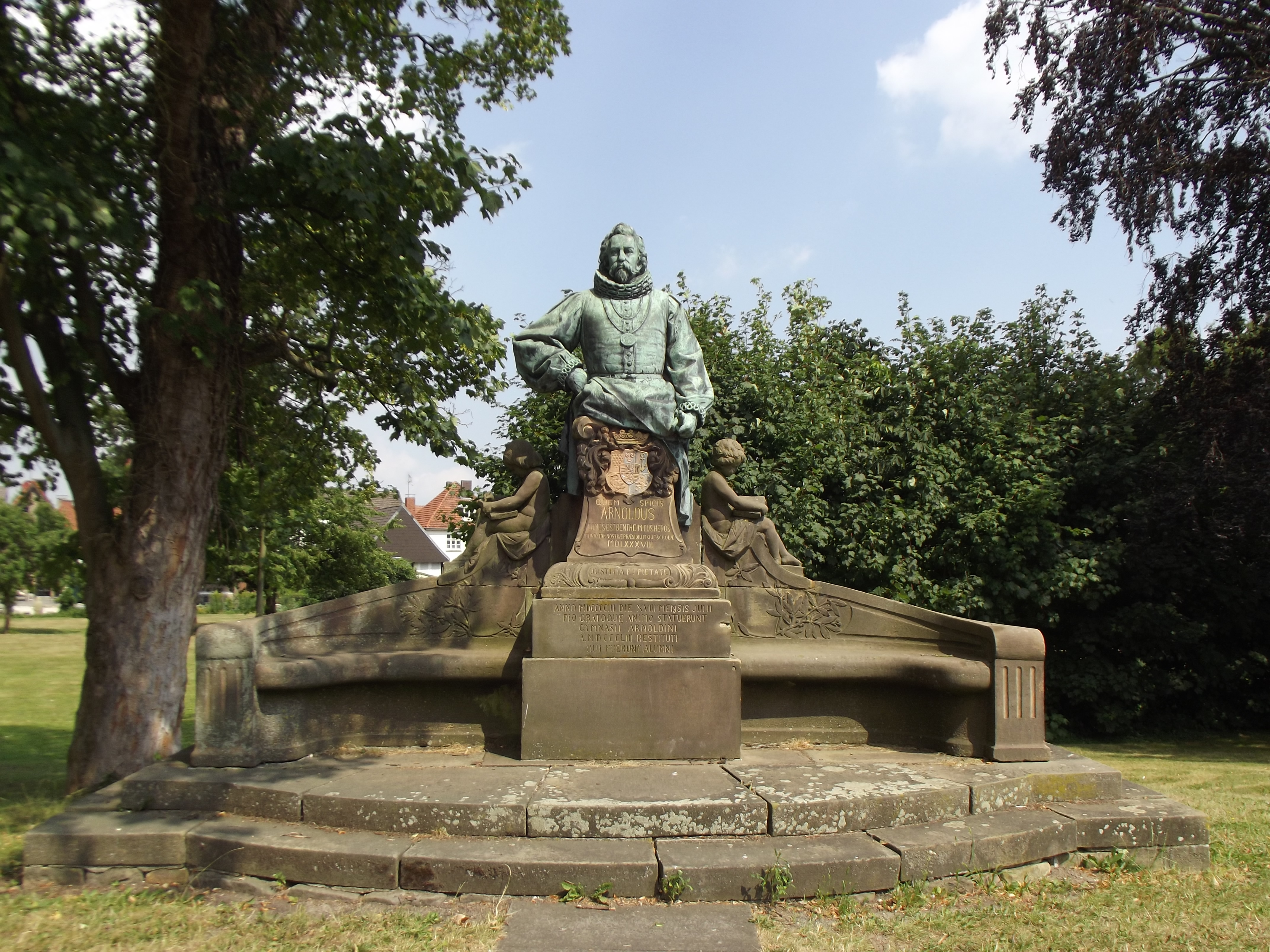
Memorial en Steinfurt.

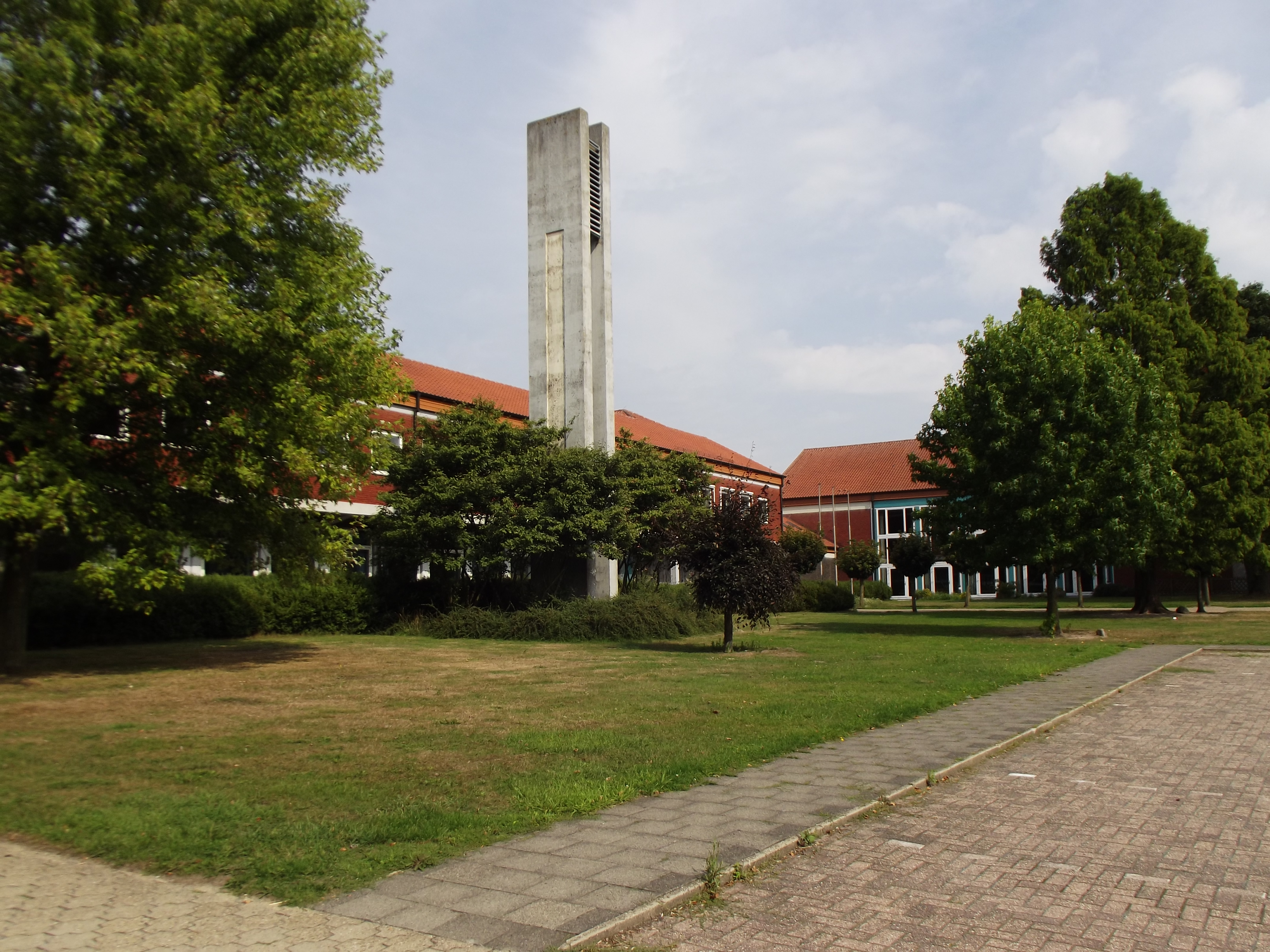
Arnoldinum Steinfurt-Burgsteinfurt

Arnaldo III de Bentheim-Tecklenburg-Steinfurt-Limburg (10 o 11 de octubre de 1554 en Neuenhaus - 11 de enero de 1606 en Tecklenburg) fue un noble alemán. Era Conde de Bentheim, Tecklenburg y Steinfurt, y jure uxoris Conde de Limburgo. Gobernó como Arnaldo IV en Bentheim y Tecklenburg, y como Arnaldo II en Steinfurt. En Limburgo, era el primer Conde con el nombre de Arnaldo.

## Biografía
Arnaldo era el hijo del Conde Eberwin III de Bentheim-Steinfurt (línea mayor) y su esposa, la Condesa Ana de Tecklenburg-Schwerin.
Pasó su juventud en la Abadía de Leeden con su hermana Walburga. Su madre lo educó en lo que respecta a la religión. Atendió a la escuela principesca en Jülich donde estudió arte, lenguas y ejercicios caballerescos. Tuvo profesores tanto protestantes como católicos.
En 1571, fue a Estrasburgo, a estudiar teología protestante, leyes y políticas. Tenía previsto visitar la corte francesa en París después de completar su Grand Tour pero durante su viaje recibió la noticia de que había disturbios. La matanza de San Bartolomé le impidió seguir con su plan original. En su lugar retornó a sus estudios en la corte del landgraviato de Hesse-Kassel.
El 26 de julio de 1573, contrajo matrimonio con Magdalena, la hija del Conde Gumprecht II de Neuenahr-Alpen.
Arnaldo unificó pacíficamente un número substancial de territorios en sus manos, mediante herencia y matrimonio. Sostuvo los condados de Bentheim, Tecklenburg, Steinfurt, Limburg an der Lenne, el Señorío de Rheda, posesiones en el Bajo Rin y derechos de bailiazgo en el Arzobispado de Colonia. Esto hizo a la Casa de Bentheim-Tecklenburg un factor político significante. Aun así, esta casa no permitía la primogenitura; esto llevó a que las posesiones fueran fragmentándose y la casa perdiera su preeminencia. Durante su reinado, Arnaldo tuvo que lidiar con un pleito presentado por los Condes de Solms-Braunfels sobre la herencia del Condado de Tecklenburg.
Entre 1588 y 1593, Arnaldo III introdujo gradualmente la doctrina Reformada de Juan Calvino y Ulrico Zuinglio en sus territorios. Las había estudiado en detalle mientras era un estudiante en Estrasburgo en 1571 y 1572. Su tiempo en Estrasburgo acuñó su postura religiosa y además influyó en su postura en la política y la educación. Apoyó las escuelas existentes y finalmente fundó él mismo varias escuelas en sus condados. En septiembre de 1588, fundó su primera escuela, una escuela de latín en un monasterio abandonado en Schüttorf. En 1591, debido a la invasión inminente por tropas enemigas, la escuela tuvo que trasladarse de Schüttorf a Steinfurt. En 1853, la escuela fue ampliada como escuela de gramática; fue nombrada en su honor Arnoldium.
Arnaldo III murió en 1606 y fue enterrado en la iglesia protestante en Bad Bentheim.

## Hijos
- Otón (22 de diciembre de 1574 en Steinfurt - 1574)
- Eberwin Wirich (14 de enero de 1576 en Bentheim - 31 de mayo de 1596 en Padua)
- Adolfo (7 de julio de 1577 en Steinfurt - 5 de noviembre de 1623), desposó en 1606 a Margarita de Nassau-Wiesbaden, hija del Conde Juan Luis I de Nassau-Wiesbaden-Idstein.
- Ana (3 de enero de 1579 - 9 de diciembre de 1624), desposó en 1595 al Príncipe Cristián I de Anhalt-Bernburg.
- Arnaldo Jost (4 de abril de 1580 - 26 de agosto de 1643), desposó en 1608 a Ana Amalia de Isenburg-Büdingen, hija de Wolfgang Ernesto I de Isenburg-Büdingen-Birstein.
- Amalia Amoena (15 de mayo de 1581 en Tecklenburg - 31 de enero de 1584 en Bentheim)
- Guillermo Enrique (13 de febrero de 1584 en Bentheim - 6 de octubre de 1632), desposó en 1617 a Ana Isabel de Anhalt-Dessau, hija del Príncipe Juan Jorge I de Anhalt-Dessau.
- Conrado Gumprecht (10 de marzo de 1585 en Bentheim - 10 de marzo de 1618), desposó en 1616 a Juana Isabel de Nassau-Siegen, hija del Conde Juan VI de Nassau-Dillenburg.
- Amoena Amalia (19 de marzo de 1586 en Bentheim - 3 de septiembre de 1625), desposó en 1606 al Príncipe Luis I de Anhalt-Köthen.
- Federico Ludolf (23 de agosto de 1587 en Bentheim - 8 de enero de 1629)
- Magdalena (6 de mayo de 1591 en Steinfurt - 1649), desposó el 24 de mayo de 1631 en Steinfurt a Jorge Ernesto, hijo de Jobst de Limburgo.